# Penízek
Penízek (Thlaspi) je rod s více než 50 druhy rostlin z čeledi brukvovitých které se vyskytují v Eurasii, Africe i Severní a Jižní Americe. Rostou nejčastěji na slunných, vysýchavých a na živiny bohatých půdách.

## Popis rodu
Rostliny rodu penízek mohou být jednoleté, dvouleté i vytrvalé s lodyhami vzpřímenými nebo vystoupavými které bývají jednoduché nebo větvené. Listy vyrůstající v přízemních růžicích jsou někdy kožovité a řapíkaté; střídavé lodyžní jsou obvykle poloobjímavé. Všechny listy jsou obvykle lysé a po obvodě celistvé nebo plytce zoubkované.
Květy na stopkách jsou seskupeny do vrcholových hroznů bez listenů. Kališní lístky mají okraje s bílým lemem. Větší korunní lístky se zúženým nehtem jsou bílé, ojediněle narůžovělé nebo nafialovělé.Tyčinek vyrůstajících ve dvou kruzích je šest a bývají kratší nebo delší než korunní plátky, prašníky jsou bílé neb žluté a po dozrání pylu žluté či tmavofialové, po bocích vnějších tyčinek jsou nektaria. Tenká čnělka je většinou trvalá, blizna slabě dvoulaločná.
Plody jsou pukavé, křídlaté, obvejčité, srdčité nebo kruhovité šešulky které jsou kolmo na přihrádku zploštělé, v jednom pouzdru mívají 2 až 8 semen.

## Taxonomie
V nedávném období se začal prověřovat polyfyletismus širokého rodu Thlaspi a některé jeho druhy jsou přeřazovány do jiných rodů.
V případě druhů rozšířených ve floře ČR se tyto změny dotýkají vědeckých jmen těchto druhů:
- penízek horský z Thlaspi montanum na Noccaea montana
- penízek Kovatsův z Thlaspi kovatsii na Noccaea kovatsii
- penízek modravý z Thlaspi caerulescens na Noccaea caerulescens
- penízek prorostlý z Thlaspi perfoliatum na Microthlaspi perfoliatum[6]